# Роздорська селищна рада
Роздо́рська се́лищна ра́да — адміністративно-територіальна одиниця та орган місцевого самоврядування в Синельниківському районі Дніпропетровської області. Адміністративний центр — селище міського типу Роздори.

## Загальні відомості
- Населення ради: 2 089 осіб (станом на 2001 рік)

## Населені пункти
Селищній раді підпорядковані населені пункти:
- смт Роздори
- с. Гострий Камінь
- с. Нововознесенка
- с. Роздолля

## Склад ради
Рада складається з 16 депутатів та голови.
- Голова ради: Забудько Сергій Олексійович

### Керівний склад попередніх скликань
| Прізвище, ім'я, по батькові | Основні відомості                                                        | Дата обрання | Дата звільнення |
| --------------------------- | ------------------------------------------------------------------------ | ------------ | --------------- |
| Забудько Сергій Олексійович | Селищний голова, 1963 року народження, освіта вища, безпартійний         | 26.03.2006   | 31.10.2010      |
| Забудько Сергій Олексійович | Селищний голова, 1963 року народження, освіта вища, член Партії регіонів | 31.10.2010   |                 |

Примітка: таблиця складена за даними сайту Верховної Ради України

### Депутати
За результатами місцевих виборів 2010 року депутатами ради стали:

#### За суб'єктами висування
| Суб'єкт висування           | Кількість обраних депутатів | %    |
| --------------------------- | --------------------------- | ---- |
| Партія регіонів             | 12                          | 75   |
| Комуністична партія України | 3                           | 18,8 |
| Самовисування               | 1                           | 6,3  |

#### За округами
| № округу                    | Прізвище, ім'я, по батькові   | Дата визнання обраним | Освіта  | Партійна приналежність | Відомості про обраного депутата                                                |
| --------------------------- | ----------------------------- | --------------------- | ------- | ---------------------- | ------------------------------------------------------------------------------ |
| Комуністична партія України |                               |                       |         |                        |                                                                                |
| 3                           | Панова Ганна Олександрівна    | 01.11.2010            | середня | позапартійна           | станція Роздори, станційний працівник                                          |
| 12                          | Лакоця Олександр Митрофанович | 01.11.2010            | середня | позапартійний          | пенсіонер                                                                      |
| 15                          | Домахін Микола Якимович       | 01.11.2010            | середня | позапартійний          | ТОВ «Роздорський елеватор»., оператор                                          |
| Партія регіонів             |                               |                       |         |                        |                                                                                |
| 1                           | Мельник Євген Вікторович      | 01.11.2010            | вища    | член Партії регіонів   | фермерське господарство «Маїс», завідувач відділу маркетингу                   |
| 2                           | Катріч Наталія Миколаївна     | 01.11.2010            | середня | член Партії регіонів   | ТОВ «Техносервіс Фінанц», комірник                                             |
| 4                           | Бабич Ольга Володимирівна     | 01.11.2010            | вища    | член Партії регіонів   | Роздорська загальноосвітня школа, директор                                     |
| 5                           | Дєд Антоніна Петрівна         | 01.11.2010            | середня | член Партії регіонів   | комунальний заклад «Обласний госпіталь для ветеранів війни», сестра-господарка |
| 6                           | Красова Раїса Іванівна        | 01.11.2010            | середня | член Партії регіонів   | комунальний заклад «Обласний госпіталь для ветеранів війни», комірник          |
| 7                           | Керницька Любов Михайлівна    | 01.11.2010            | середня | член Партії регіонів   | Роздорський дошкільний навчальний заклад № 2, завідувачка                      |
| 8                           | Мельник Олександр Миколайович | 01.11.2010            | вища    | член Партії регіонів   | ПП"Олександрія", приватний підприємець                                         |
| 9                           | Атаманенко Ольга Василівна    | 01.11.2010            | вища    | член Партії регіонів   | Роздорська загальноосвітня школа, вчитель                                      |
| 10                          | Цибулька Юрій Анатолійович    | 01.11.2010            | середня | член Партії регіонів   | Синельниківський УЕГГ, слюсар                                                  |
| 11                          | Фірсов Віталій Миколайович    | 01.11.2010            | вища    | член Партії регіонів   | приватний підприємець                                                          |
| 13                          | Кеня Людмила Валентинівна     | 01.11.2010            | середня | член Партії регіонів   | Роздорська селищна рада, секретар                                              |
| 16                          | Горяшник Сергій Васильович    | 01.11.2010            | середня | член Партії регіонів   | дистанція сигналізації та зв'язку, електромеханік                              |
| Самовисування               |                               |                       |         |                        |                                                                                |
| 14                          | Лимар Олена Леонідівна        | 01.11.2010            | вища    | позапартійна           | Роздорський дошкільний навчальний заклад № 2, вихователь                       |